# すだれ
すだれ（簾）は、竹などを編んで部屋の仕切りあるいは日よけのために吊り下げて用いるもの。家屋の開口部等に用いられる遮蔽具である。

## 概要

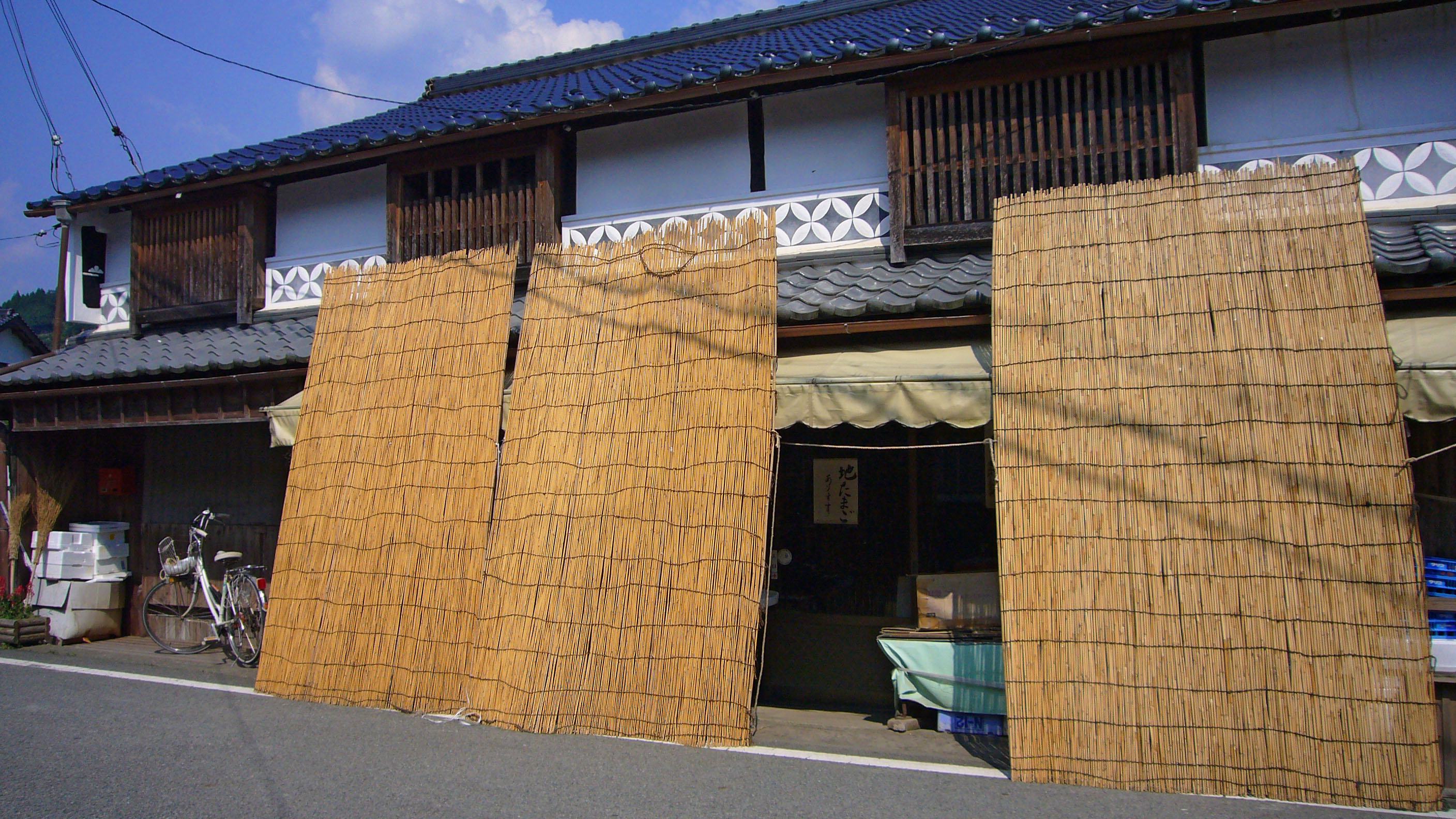
立て簾（たてす）

語源は「簀垂れ」であるとする説と住み家である「巣」に垂れ下げて邪気を避けたものに由来するとの説がある。
中国から日本へ伝来した可能性が高いと推測されているが、不明な点も多い。前漢の時代を記した『漢書』に簾の記述がある。また、『三国遺事』にも簾の記述がある。
『万葉集』に秋の風で簾が動く様子を詠った短歌があり、日本の簾の歴史は少なくとも奈良時代まで遡る。
すだれは原材料となるタケ、ヨシ、ハギ、ガマなどを編み込み、室内の仕切りや日よけに使用するものである。
吊るして用いる簾（すだれ）に対して、特にヨシを素材として軒先などに立て掛けて使用されるものを葦簀（葭簀、よしず）もしくは立て簾（たてす）という。
また、簾（すだれ）の種類として、室内外で用いる「内掛けすだれ」と「外掛けすだれ」がある。このほかに障子、衝立、屏風などと組み合わせた「応用すだれ」や海苔巻きや蒸籠に用いられる「小物すだれ」がある。なお、すだれ状のものを商品等の包装用にしたものは包装用すだれと呼ばれる。

## 御簾

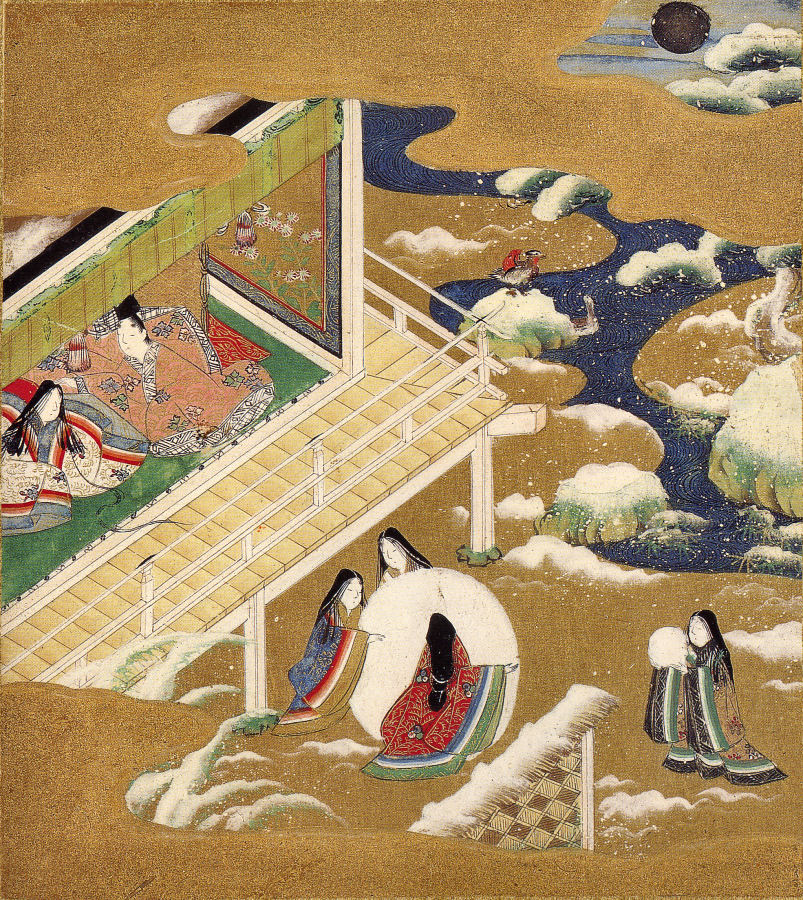
源氏物語の中の御簾

御簾（みす）とは、特に緑色の布の縁取りなどをした簾のこと。「ぎょれん」とも読む。
神社で用いる御簾は、細く削った竹を赤糸で編み、縁を四方と内に縦に三筋附ける。本殿の御簾は鉤も鉤丸も外側に附けるが、それ以外は内側に附ける。かかげ方は、内巻に巻き上げると定められている。

## 葭簀壁
葭簀（よしず）を壁下地にして漆喰やモルタルを塗る構法に葭簀壁がある